# Изложба „Мртва природа у савременом српском сликарству” (1959)
Изложба „Мртва природа у савременом српском сликарству” се одржала у периоду од 15. до 23. децембра 1959. године у Клубу просветних радника Приштина.

## Излагачи
1. Славољуб Богојевић
2. Миодраг Вујачић
3. Оливера Галовић
4. Милош Гвозденовић
5. Милош Голубовић
6. Мило Димитријевић
7. Дана Докић
8. Амалија Ђаконовић
9. Иван Јакобчић
10. Богдан Јовановић
11. Лиза Марић Крижанић
12. Мајда Курник
13. Мома Марковић
14. Милан Миљковић
15. Марклен Мосијенко
16. Добривоје Николић
17. Мирјана Пећинар Николић
18. Стојан Пачов
19. Јефто Перић
20. Михаило Петров
21. Јелисавета Петровић
22. Татјана Поздњаков
23. Васа Поморишац
24. Божидар Продановић
25. Бата Протић
26. Благота Радовић
27. Слободан Сотиров
28. Боривоје Стевановић
29. Едуард Степанчић
30. Мирослав Стефановић
31. Татјана Тарновски
32. Војо Татар
33. Невена Теокаровић
34. Борислав Топузовић
35. Милан Четић
36. Томислав Шебековић
37. Мирјана Шипош